# Gran Premio Miguel Indurain
Il Gran Premio Miguel Indurain è una corsa in linea maschile di ciclismo su strada, che si svolge nella regione della Navarra, in Spagna, ogni anno nel mese di aprile, intitolata al campione navarro Miguel Indurain. Dal 2005 fa parte del calendario dell'UCI Europe Tour, classe 1.1.

## Storia
La sua prima edizione risale al 1951 organizzato dal Club Ciclista Estella.
La corsa ha assunto la denominazione attuale soltanto nel 1999 in onore del campione navarro. In precedenza dal 1955 al 1976 ha alternato più volte il nome.
Dal 2005 fa parte del calendario dell'UCI Europe Tour, categoria 1.1. Dal 2007 è categorizzato come 1.HC (livello massimo del circuito europeo), nel 2013 è tornato categoria 1.1.

## Albo d'oro
Aggiornato all'edizione 2025.
| Anno                              | Vincitore                             | Secondo                               | Terzo                                 |
| Campeonato España de Montaña      | Campeonato España de Montaña          | Campeonato España de Montaña          | Campeonato España de Montaña          |
| --------------------------------- | ------------------------------------- | ------------------------------------- | ------------------------------------- |
| 1967                              | Antonio Gómez del Moral               | Ginés García                          | José Pérez Francés                    |
| Gran Premio Navarra               |                                       |                                       |                                       |
| 1968                              | José López Rodríguez                  | Luis Ocaña                            | Andrés Gandarias                      |
| 1969                              | Gregorio San Miguel                   | José Antonio González                 | Nemesio Jiménez                       |
| 1970                              | Antonio Gómez del Moral               | Carlos Echevarría                     | Luis Zubero                           |
| Campeonato España de Montaña      |                                       |                                       |                                       |
| 1971                              | Miguel María Lasa                     | Domingo Perurena                      | Pedro Torres                          |
| Gran Premio Navarra               |                                       |                                       |                                       |
| 1972                              | Vicente López Carril                  | Miguel María Lasa                     | José Luis Abilleira                   |
| 1973                              | Domingo Perurena                      | José Luis Abilleira                   | Pedro Torres                          |
| 1974                              | Miguel María Lasa                     | Domingo Perurena                      | Antonio Martos                        |
| 1975                              | Agustín Tamames                       | José Luis Viejo                       | Domingo Perurena                      |
| 1976                              | José Nazabal                          | Andrés Oliva                          | Manuel Esparza                        |
| 1977                              | Vicente López Carril                  | José Enrique Cima                     | Javier Elorriaga                      |
| 1978                              | Miguel María Lasa                     | Javier Elorriaga                      | José Enrique Cima                     |
| 1979                              | Juan Fernández                        | Miguel María Lasa                     | Faustino Rupérez                      |
| 1980                              | Juan Fernández                        | Eulalio García                        | Miguel María Lasa                     |
| 1981                              | Eulalio García                        | Miguel María Lasa                     | Vicente Belda                         |
| 1982                              | Pedro Muñoz                           | Juan Fernández                        | Marino Lejarreta                      |
| 1983                              | Juan Fernández                        | José Luis Laguía                      | Julián Gorospe                        |
| 1985                              | Celestino Prieto                      | Federico Echave                       | Álvaro Pino                           |
| 1987                              | Miguel Indurain                       | Iñaki Gastón                          | Federico Echave                       |
| 1988                              | Pedro Delgado                         | Ángel Camarillo                       | Marino Lejarreta                      |
| Trofeo Comunidad Foral de Navarra |                                       |                                       |                                       |
| 1989                              | Mariano Sánchez                       | Federico Echave                       | Casimiro Moreda                       |
| 1990                              | Pedro Delgado                         | Federico Echave                       | Marino Lejarreta                      |
| 1991                              | Roland Leclerc                        | Peter Hilse                           | Viktor Klimov                         |
| 1992                              | Julián Gorospe                        | Jean-François Bernard                 | Viktor Klimov                         |
| 1993                              | Johnny Weltz                          | Neil Stephens                         | José Ramón Uriarte                    |
| 1994                              | Marino Alonso                         | Abraham Olano                         | José Ramón Uriarte                    |
| 1995                              | Félix García Casas                    | Miguel Ángel Peña                     | Juan Carlo Vicario                    |
| 1996                              | Alex Zülle                            | Laurent Jalabert                      | David García                          |
| 1997                              | Mikel Zarrabeitia                     | Bingen Fernández                      | David Etxebarria                      |
| 1998                              | Francisco Mancebo                     | Stefano Garzelli                      | Davide Rebellin                       |
| Gran Premio Miguel Induráin       |                                       |                                       |                                       |
| 1999                              | Stefano Garzelli                      | David Etxebarria                      | Davide Rebellin                       |
| 2000                              | Miguel Á. Martín Perdiguero           | Laurent Jalabert                      | Ángel Vicioso                         |
| 2001                              | Ángel Vicioso                         | David Etxebarria                      | Paolo Lanfranchi                      |
| 2002                              | Ángel Vicioso                         | Marcos Serrano                        | Mario Aerts                           |
| 2003                              | Matthias Kessler                      | Ángel Vicioso                         | David Etxebarria                      |
| 2004                              | Matthias Kessler                      | Miguel Á. Martín Perdiguero           | Daniele Righi                         |
| 2005                              | Javier Pascual Rodríguez              | Alejandro Valverde                    | Ángel Vicioso                         |
| 2006                              | Fabian Wegmann                        | Andrea Moletta                        | Andrij Hrivko                         |
| 2007                              | Rinaldo Nocentini                     | Joaquim Rodríguez                     | Alejandro Valverde                    |
| 2008                              | Fabian Wegmann                        | Michael Albasini                      | Joaquim Rodríguez                     |
| 2009                              | David de la Fuente                    | Aleksandr Kolobnev                    | Fabian Wegmann                        |
| 2010                              | Joaquim Rodríguez                     | Michel Kreder                         | Aleksandr Kolobnev                    |
| 2011                              | Samuel Sánchez                        | Aleksandr Kolobnev                    | Fabian Wegmann                        |
| 2012                              | Daniel Moreno                         | Mikel Landa                           | Ángel Madrazo                         |
| 2013                              | Simon Špilak                          | Igor Antón                            | Peter Stetina                         |
| 2014                              | Alejandro Valverde                    | Tom-Jelte Slagter                     | Sergej Černeckij                      |
| 2015                              | Ángel Vicioso                         | Ion Izagirre                          | Beñat Intxausti                       |
| 2016                              | Ion Izagirre                          | Sergio Henao                          | Moreno Moser                          |
| 2017                              | Simon Yates                           | Michael Woods                         | Sergio Henao                          |
| 2018                              | Alejandro Valverde                    | Carlos Verona                         | Nick Schultz                          |
| 2019                              | Jonathan Hivert                       | Luis León Sánchez                     | Sergio Higuita                        |
| 2020                              | annullata per la Pandemia di COVID-19 | annullata per la Pandemia di COVID-19 | annullata per la Pandemia di COVID-19 |
| 2021                              | Alejandro Valverde                    | Aleksej Lucenko                       | Luis León Sánchez                     |
| 2022                              | Warren Barguil                        | Aleksandr Vlasov                      | Simon Clarke                          |
| 2023                              | Ion Izagirre                          | Sergio Higuita                        | Mattias Skjelmose                     |
| 2024                              | Brandon McNulty                       | Maxim Van Gils                        | Oscar Onley                           |
| 2025                              | Thibau Nys                            | Alex Molenaar                         | Andrea Bagioli                        |